# Tadahiko Ueda
Tadahiko Ueda (3. august 1947 - 15. april 2015) var en japansk fodboldspiller.

## Japans fodboldlandshold
| Japans landshold | Japans landshold | Japans landshold |
| År               | Kmp              | Mål              |
| ---------------- | ---------------- | ---------------- |
| 1970             | 10               | 7                |
| 1971             | 3                | 0                |
| Total            | 13               | 7                |